# Mecynometa gibbosa
Mecynometa gibbosa är en spindelart som beskrevs av Schmidt och Krause 1993. Mecynometa gibbosa ingår i släktet Mecynometa och familjen käkspindlar. Inga underarter finns listade i Catalogue of Life.